# Йордансько-косовські відносини
Йорда́нсько-ко́совські відно́сини (араб. العلاقات الأردنية الكوسوفوية, алб. marrëdhëniet Jordan-Kosovë) — історичні та поточні двосторонні відносини між Йорданією та Косовом.
Обидві держави мають добрі та дружні взаємини. Атіфете Ях'яґа, яка була четвертим президентом Косово, високо оцінила допомогу Йорданії як одного з найважливіших партнерів Косова на Близькому Сході. Король Йорданії Абдалла II похвалив рівень відносин між двома країнами, заявивши, що його держава й далі підтримуватиме Косово. Він додав, що Хашимітське королівство нарощуватиме свої зовнішньополітичні зусилля на підтримку Косова в процесі його визнання.

## Історія
17 лютого 2008 року Косово проголосило свою незалежність від Сербії. 7 липня 2009 року його визнала Йорданія. 
Протягом Косовської війни Йорданія виявила підтримку втручанню НАТО в Косово та відкликала свого посла з Белграда. У грудні 2009 року Йорданія підтримала Косово в Консультативному висновку Міжнародного суду щодо проголошення незалежності Косова. Принц Зейд бін Раад указував на такі моменти:
- Влада в Белграді, керуючись націоналістичними намірами з 1989 року, шляхом систематичних репресій відмовляла народу Косова в праві на самоврядування та участь у державному управлінні.
- Резолюція РБ ООН 1244, ухвалена з метою припинення насильства шляхом виведення сербських військ, виключала можливість того, що Косово коли-небудь знову ввійде до складу Сербії.
- Проголошення незалежності застосовано як останній засіб, після того, як усі переговорні інструменти були вичерпані.[2]

5 червня 2013 року Йорданія та Косово встановили повноцінні дипломатичні відносини.